# Gilbert Meriel
Gilbert Meriel, né le 11 novembre 1986, est un footballeur international tahitien, évoluant au poste de gardien de but au sein du club de l'AS Dragon entre 2017 et 2022. Il occupe le poste de directeur financier et administratif dans le groupe Degage depuis février 2023.

## Carrière
Formé en métropole, Gilbert Meriel a débuté avec le club de cinquième division française de Carquefou pendant deux saisons avant de rejoindre définitivement la Polynésie française au sein de quatre clubs (AS Tefana, AS Central Sport, AS Vénus et AS Dragon). 
Il devient entre 2012 et 2013 international tahitien à trois reprises et participe à la Coupe de l'Outre-Mer 2012, jouant contre la Martinique et la Guyane française. Les Toa Aito finissent sixièmes du tournoi.
Après cela, il participe à la Coupe des confédérations 2013, jouant qu'un match en tant que titulaire contre l'Uruguay, encaissant huit buts dans le match mais arrêtant un pénalty tiré par Andrés Scotti à la 49e minute. Néanmoins, les Toa Aito sont éliminés au premier tour. 